# 무니키피움

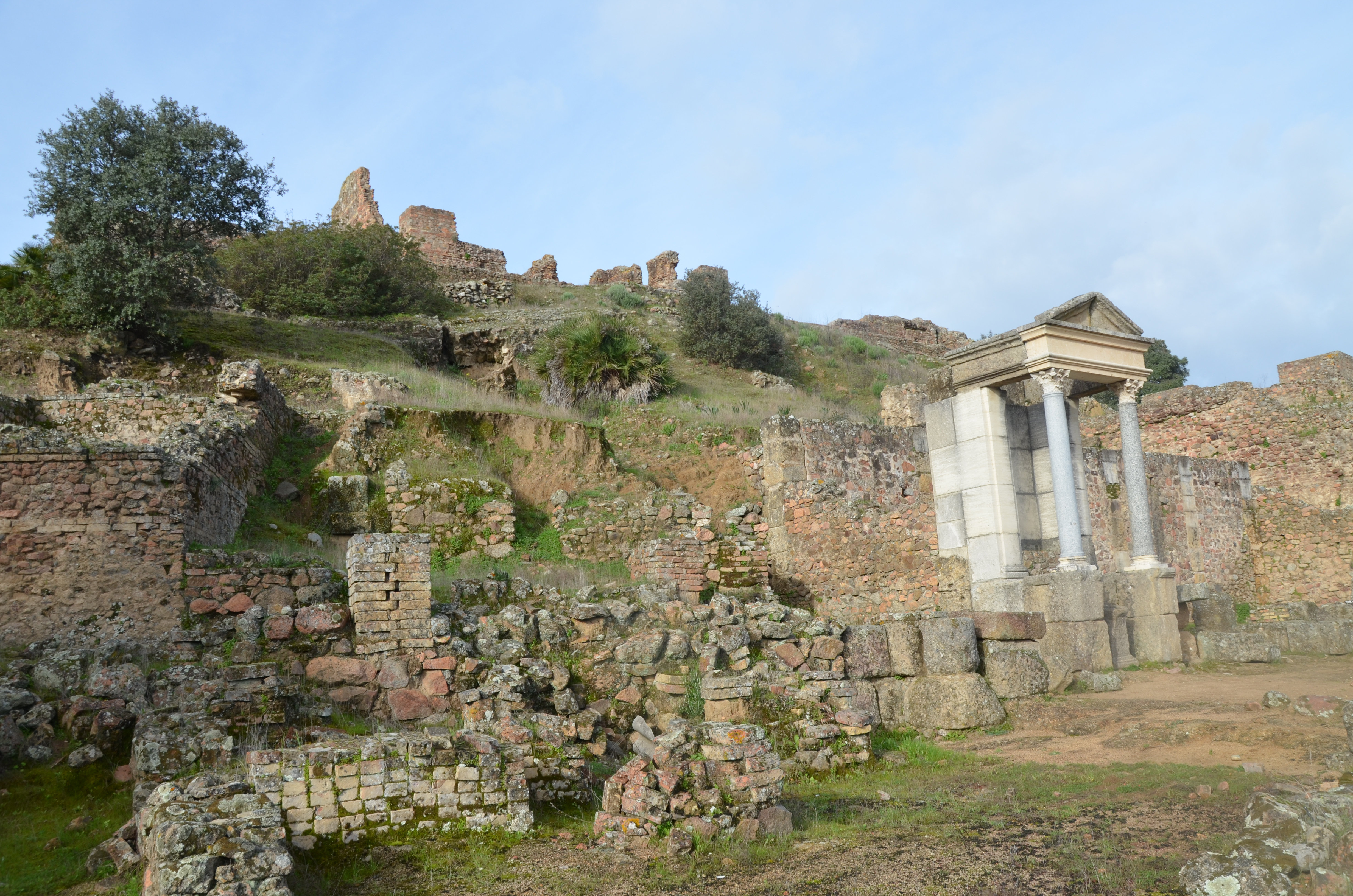

무니키피움 (Municipium) 또는 복수형으로 무니키피아(municipia)는 도시나 마을에 해당하는 라틴어 용어이다. 어원상 무니키피움은 ‘의무자’를 뜻하는 무니키페스 (municipes) 혹은 도시의 시민들 사이의 사회적 계약이었다. 무네라 (munera)라고도 하는 이 의무들은 시민으로서 특권과 보호를 대가로 무니키페스를 통해 받는 공동의 의무였다. 모든 시민들은 무니켑스 (municeps)였다.
무니키피아의 특징은 로마 왕정 시기에는 이뤄지지 않았고, 대신에, 로마의 바로 이웃한 지역들은 초대받거나 그들의 인구를 로마의 도시 구조로 보내도록 강요받았고, 이 도시 구조에서 이들은 거주지를 마련했고 그 자체로 로마인이 되었다. 로마 공화정 시기에  지역 공동체들을 도시 국가 로마로 결합시켜려는 실질적인 고려들은 로마인들이 로마의 관할권 하에 놓인 별개의 지위인 무니키피움이라는 개념을 고안하게 했다. 다양한 종류의 무니키피아와 식민지 같은 다른 거점들을 구분하는 것이 필수적이었다. 로마 제정 초기에 이러한 구분들이 사라지기 시작했는데, 예시로, 대 플리니우스가 로마군에서 복무하던 때, 이런 구분들은 명목상일 뿐이었다. 마지막 상태에 이르러선, 제국 전역에 있는 모든 도시들의 시민들이 동등한 로마의 시민들이었다. 그때부터 무니키피움은 단순하게 가장 낮은 지방 정부인 지방 자치제를 의미했다.

## 무니키피움의 개설
무네라와 시민권 및 시민권의 권리와 보호권은 지역 사회에 고유한 것이었다. 해외든 본토이든 어떤 사람이 어디에 살던간에 또는 지위나 신분이 무엇이었든, 그 사람은 태어난 곳의 시민권자였다. 무니키피움의 분명한 특징은 자치였다. 고대 도시국가들처럼, 무니키피움은 통합 혹은 설립이라는 공식적 행위를 통하여 만들어졌다. 이 행위는 무니키피움에 참여한 지역 공동체들의 주권과 자주성을 제거하고, 이것들을 공통 정부의 관할권으로 대체하는 것이었다. 이런 공통 정부는 ‘공적 업무’를 뜻하는 res publica 혹은 그리스 세계에선 ‘공공의 업무’를 뜻하는 koinon이라 불렸다.
무니키피움은 도시 국가 로마로 합병되었으나 로마 도시에는 통합되지 않은 이탈리아 지역의 도시 국가들을 나타내는 데 사용되기 시작했다. 로물루스의 도시는 인접한 라티움 지역들의 거주지들을 통합했고, 그들의 인구를 7개의 언덕으로 옮겨, 그곳에서 그들은 완전히 다른 이웃 민족들과 거주했다. 그런데도 사비니인들은 사비니 구릉지에서 계속 거주했고 알바 롱가는 통합이 된 이후에도 계속 유지되었다. 그 지역 사람들에게 선택권이 주어졌는지, 아니면 통합된 지역들이 다시 주어졌는지에 대한 정확한 사건의 결과는 알려져 있지 않지만, 로마가 당시에 사비니인들을 부양할 만한 시설이 아직없어서 모든 사비니인들이 로마에 초대되지는 않았을 것으로 보기에, 인구 이전이 단지 일부에게만 제공되었다는 것은 명백해 보인다. 나머지 인구들은 근본적으로 로마 정부하에서 독립된 지방이라는 지위를 계속했다. 공화정 시기에 수많은 대규모 도시 국가들을 로마로 이전하는 것에 대한 비현실성이 명백했고 그 문제의 해결책이 무니키피움이었다. 도시들은 부분적으로 통합되었다. 지방 정부는 남게 되었으나 무니키피움의 무네라는 통합된 로마시 때문에 로마의 무네라에 더해졌다. 부분적 통합은 로마시로 통합을 부여하고 시민들의 권리와 책임을 나타내는 인가 형태를 띠었다. 최초의 무니키피움은 투스쿨룸이었다.

## 무니키피아의 두 종류
첫 번째 종류의 무니키피아의 시민들은 완전한 로마 시민권 및 투표권을 포함한 권리들 (civitas optimo iure)을 지녔으며, 투표권은 로마에서 궁극적인 권리였고, 완전한 권리의 확실한 표시였다.
두 번째 종류의 무니키피아는 로마의 지배력하에 있던 주요 부족 중심지들로 구성됐다. 이 지역들의 거주자들은 완전한 로마 시민권자가 되지 못하였다 (이 지역의 정무관들은 은퇴 후에는 시민권자가 될 수 있었다). 이들에게는 납세와 병역에 대한 법적 의무라는 면에선 완전한 시민의 의무가 주어졌지만, 그러나 모든 권리들이 주었지지는 않았고, 무엇보다도 특히 이들은 투표권이 없었다.
무니키피움의 행정권은 두움비르 2명과 조영관 두 명으로 구성된, 매년마다 선출된 공직자 4명이 보유했다. 참모의 권한들은 원로원에 준하는 지역 출신자들이 임명된 데쿠리오들이 지녔다. 후대에 이르러선, 이 권한들은 세습적인 것이 되었다.

## 무니키피아 인가의 예시
1. 마우레타니아 속주 (오늘날 모로코)의 볼루빌리스는 서기 40–41년에 일어난 반란에서 클라우디우스 황제를 도운 것에 대한 보상으로 무니키피움으로 승격되었다
2. 베스파시아누스 황제는 서기 73년 혹은 74년에 히스파니아 속주들 (타라코넨시스, 바이티카, 루시타니아 등)에 라틴 시민권을 부여했다
3. 트리폴리타니아의 마르쿠스 세르빌리우스 드라코 알부키아누스 (Marcus Servilius Draco Albucianus)는 로마 당국에 자신의 고향에 무니키피움 지위를 인가 해달라는 청원을 냈고 받아들여졌다[3]